# جک کانینگهام (فیلم‌نامه‌نویس)
جک کانینگهام (انگلیسی: Jack Cunningham; ۱ آوریل ۱۸۸۲ – ۴ اکتبر ۱۹۴۱) فیلم‌نامه‌نویس اهل ایالات متحده آمریکا بود.

## فیلم‌شناسی
- مرد عوضی (۱۹۱۷)
- واگن سرپوشیده (۱۹۲۳)
- دزد دریایی سیاه (۱۹۲۶)
- وایکینگ (۱۹۲۸)
- نقاب آهنین (۱۹۲۹)
- این یک هدیه‌ست (۱۹۳۴)
- میسیسیپی (۱۹۳۵)
- مواظب باش پروفسور (۱۹۳۸)
- اتحادیه اقیانوس آرام (۱۹۳۹)